# Дятлово (Калининградская область)
Дя́тлово (до 1946 — Нойвайде (нем. Neuweide)) — опустевший посёлок в Краснознаменском муниципальном округе Калининградской области России. 

## Топоним
Населённый пункт назывался Нойвайде до 1946 года.

## География
Находится в северо-восточной части Калининградской области, в зоне хвойно-широколиственных лесов, в пределах Шешупе-Инстручской равнины, при автодороге 27К-187.

### Климат
Климат характеризуется как переходный от морского к умеренно континентальному. Среднегодовая температура воздуха — 8,3 °C. Средняя температура воздуха самого холодного месяца (января) — −0,9 °C; самого тёплого месяца (июля) — 18,5 °C. Годовое количество атмосферных осадков — 883 мм, из которых 586 мм выпадает в период с апреля по октябрь.

## История
В период с 2008 по 2016 годы входило в состав Весновского сельского поселения Краснознаменского района, с 2016 по 2022 годы — в состав Краснознаменского городского округа.

## Население
| 1867 | 1885 | 1910 | 1925 | 1933 | 1939 | 2002 |
| ---- | ---- | ---- | ---- | ---- | ---- | ---- |
| 61   | ↗86  | ↗88  | ↘47  | ↗96  | ↗113 | ↘14  |
| 2010 |      |      |      |      |      |      |
| ↘0   |      |      |      |      |      |      |

## Инфраструктура
Было личное подсобное хозяйство с зоной сельскохозяйственного использования, индивидуальная застройка усадебного типа.

## Транспорт
Остановка общественного транспорта «Дятлово».